# Floculare
În chimie, flocularea este procesul prin care o substanță coloidală se adună formând agregate mai mari, denumite flocoane. Adesea acesta este un proces reversibil, astfel că substanța poate fi redispersată prin agitare.